# Ройет
Ройе́т (тайск. ร้อยเอ็ด) — город в Таиланде, столица одноимённой провинции.

## География
Город расположен примерно в 500 километрах к северо-востоку от Бангкока в регионе Исан.

## Население
По состоянию на 2015 год население города составляет 35 313 человек. Плотность населения — 3036 чел/км². Численность женского населения (52,6 %) превышает численность мужского (47,4 %).